# ماجد المحمد
ماجد المحمد (انگلیسی: Majed Al-Mohammed؛ زادهٔ ۴ ژوئیهٔ ۱۹۸۶) یک ورزشکار اهل عربستان سعودی است.
از باشگاه‌هایی که در آن بازی کرده‌است می‌توان به باشگاه فوتبال نجران عربستان سعودی و باشگاه فوتبال الشعله عربستان سعودی اشاره کرد.